# Garage Remains the Same Tour
Garage Remains the Same Tour fue una gira del grupo estadounidense de thrash metal Metallica que comenzó en noviembre de 1998 y acabó en noviembre de 1999; el nombre de la gira proviene del álbum Garage Inc. y de la canción The Song Remains the Same, de la banda Led Zeppelin.
Al igual que en la gira anterior los 2 últimos conciertos se hicieron con una colaboración con una orquesta sinfónica, también se destacó una participación en el festival de Woodstock de 1999.

## Temas Habituales
(Tomado del Jockey Club de Río de Janeiro Brasil el 6 de mayo de 1999)
1. "Breadfan" (Originalmente de Budgie)
2. "Master of Puppets"
3. "Of Wolf and Man"
4. "The Thing That Should Not Be"
5. "Fuel"
6. "The Memory Remains"
7. "Bleeding Me"
8. "Bass/Guitar Solos"
9. "The Four Horsemen"
10. "For Whom The Bell Tolls"
11. "King Nothing"
12. "Wherever I May Roam"
13. "One"
14. "Fight Fire With Fire"
15. "Nothing Else Matters
16. "Sad But True"
17. "Creeping Death"
18. "Die, Die My Darling" (originalmente de Misfits)
19. "Enter Sandman"
20. "Battery"

Notas
- "Seek & Destroy" se interpretó en algunos conciertos en reemplazo a The Four Horsemen.
- "The Call of Ktulu", "Hero of the Day", "Devil's Dance", "No Leaf Clover","-Human" y "The Outlaw Torn" se interpretaron 2 veces las cuales fueron en los últimos conciertos de la gira con la Konzerthausorchester Berlin[3] y con la Orchestra of St. Luke's.[4]
- "So What" se interpretó 4 veces.
- "Turn the Page" y "Last Caress" se interpretaron 3 veces.
- A pesar de que se lanzó como sencillo para el álbum Garage Inc. "Whiskey in the Jar" solo se interpretó 6 veces.
- El Medley "Mercyful Fate" se interpretó solamente el 5 de junio con King Diamond y con Hank Shermann.[5]
- El concierto del 3 de julio terminó con "Enter Sandman".[6]

## Datos del Tour
| Fecha                         | Ciudad                  | País                   | Lugar                              |
| Garage Inc. Promo Tour        | Garage Inc. Promo Tour  | Garage Inc. Promo Tour | Garage Inc. Promo Tour             |
| ----------------------------- | ----------------------- | ---------------------- | ---------------------------------- |
| 17 de noviembre de 1998       | Toronto, Ontario        | Canadá                 | The Warehouse                      |
| 19 de noviembre de 1998       | Chicago, Illinois       | Estados Unidos         | Aragon Ballroom                    |
| 20 de noviembre de 1998       | Detroit, Míchigan       | Estados Unidos         | State Theatre                      |
| 23 de noviembre de 1998       | Filadelfia, Pensilvania | Estados Unidos         | Electric Factory                   |
| 24 de noviembre de 1998       | Nueva York              | Estados Unidos         | Roseland Ballroom                  |
| Gira Latinoamericana          |                         |                        |                                    |
| 30 de abril de 1999           | Ciudad de México        | México                 | Foro Sol                           |
| 2 de mayo de 1999             | Bogotá                  | Colombia               | Parque Metropolitano Simón Bolívar |
| 4 de mayo de 1999             | Caracas                 | Venezuela              | Poliedro de Caracas                |
| 6 de mayo de 1999             | Porto Alegre            | Brasil                 | Jockey Club                        |
| 8 de mayo de 1999             | São Paulo               | Brasil                 | Anhembi Parque                     |
| 9 de mayo de 1999             | Río de Janeiro          | Brasil                 | Estádio da Gávea                   |
| 12 de mayo de 1999            | Santiago                | Chile                  | Pista Atlética                     |
| 14 de mayo de 1999            | Buenos Aires            | Argentina              | Estadio de River Plate             |
| Gira Europea y Estados Unidos |                         |                        |                                    |
| 21 de mayo de 1999            | Núremberg               | Alemania               | Rock Im Park                       |
| 22 de mayo de 1999            | Nürburgring             | Alemania               | Rock Am Ring                       |
| 23 de mayo de 1999            | Mierlo                  | Países Bajos           | Dynamo Open Air                    |
| 25 de mayo de 1999            | Praga                   | República Checa        | Stadion Evžena Rošického           |
| 26 de mayo de 1999            | Berlín                  | Alemania               | Waldbühne                          |
| 28 de mayo de 1999            | Estocolmo               | Suecia                 | Globe Arena                        |
| 29 de mayo de 1999            | Oslo                    | Noruega                | Oslo Spektrum                      |
| 1 de junio de 1999            | Varsovia                | Polonia                | Stadion Gwardia                    |
| 3 de junio de 1999            | Budapest                | Hungría                | MTK Stadion                        |
| 5 de junio de 1999            | Milán                   | Italia                 | Gods of Metal                      |
| 7 de junio de 1999            | Ljubljana               | Eslovenia              | Bežigrad Stadium                   |
| 9 de junio de 1999            | Bucarest                | Rumania                | Stadionul Național                 |
| 11 de junio de 1999           | Plovdiv                 | Bulgaria               | Plovdiv Stadium                    |
| 12 de junio de 1999           | Atenas                  | Grecia                 | Rizoupoli Stadium                  |
| 13 de junio de 1999           | Estambul                | Turquía                | Ali Sami Yen Stadium               |
| 19 de junio de 1999           | Irvine, California      | Estados Unidos         | Irvine Meadows                     |
| 25 de junio de 1999           | St. Gallen              | Suiza                  | St. Gallen Open Air Festival       |
| 26 de junio de 1999           | Minden                  | Alemania               | Weserufer                          |
| 27 de junio de 1999           | Kiev                    | Ucrania                | NSC Olimpiysky                     |
| 29 de junio de 1999           | Tallin                  | Estonia                | Song Festival Grounds              |
| 1 de julio de 1999            | Roskilde                | Dinamarca              | Roskilde Festival                  |
| 2 de julio de 1999            | Turku                   | Finlandia              | Ruisrock                           |
| 3 de julio de 1999            | Werchter                | Bélgica                | Rock Werchter                      |
| 5 de julio de 1999            | Dublín                  | Irlanda                | Point Theatre                      |
| 7 de julio de 1999            | París                   | Francia                | Palais Omnisports Bercy            |
| 8 de julio de 1999            | Belfort                 | Francia                | Lake Malsaucy Peninsula            |
| 10 de julio de 1999           | Milton Keynes           | Inglaterra             | National Bowl                      |
| 12 de julio de 1999           | Barcelona               | España                 | Palau Sant Jordi                   |
| 15 de julio de 1999           | Madrid                  | España                 | Parque El Soto                     |
| 16 de julio de 1999           | Oeiras                  | Portugal               | Estádio Nacional                   |
| 20 de julio de 1999           | Rishon LeZion           | Israel                 | AmphiPark                          |
| Woodstock '99                 |                         |                        |                                    |
| 24 de julio de 1999           | Rome                    | Estados Unidos         | Woodstock 1999                     |
| Orquesta Sinfónica            |                         |                        |                                    |
| 19 de noviembre de 1999       | Berlín                  | Alemania               | Velodrom                           |
| 23 de noviembre de 1999       | Nueva York              | Estados Unidos         | Madison Square Garden              |